# Place Broglie

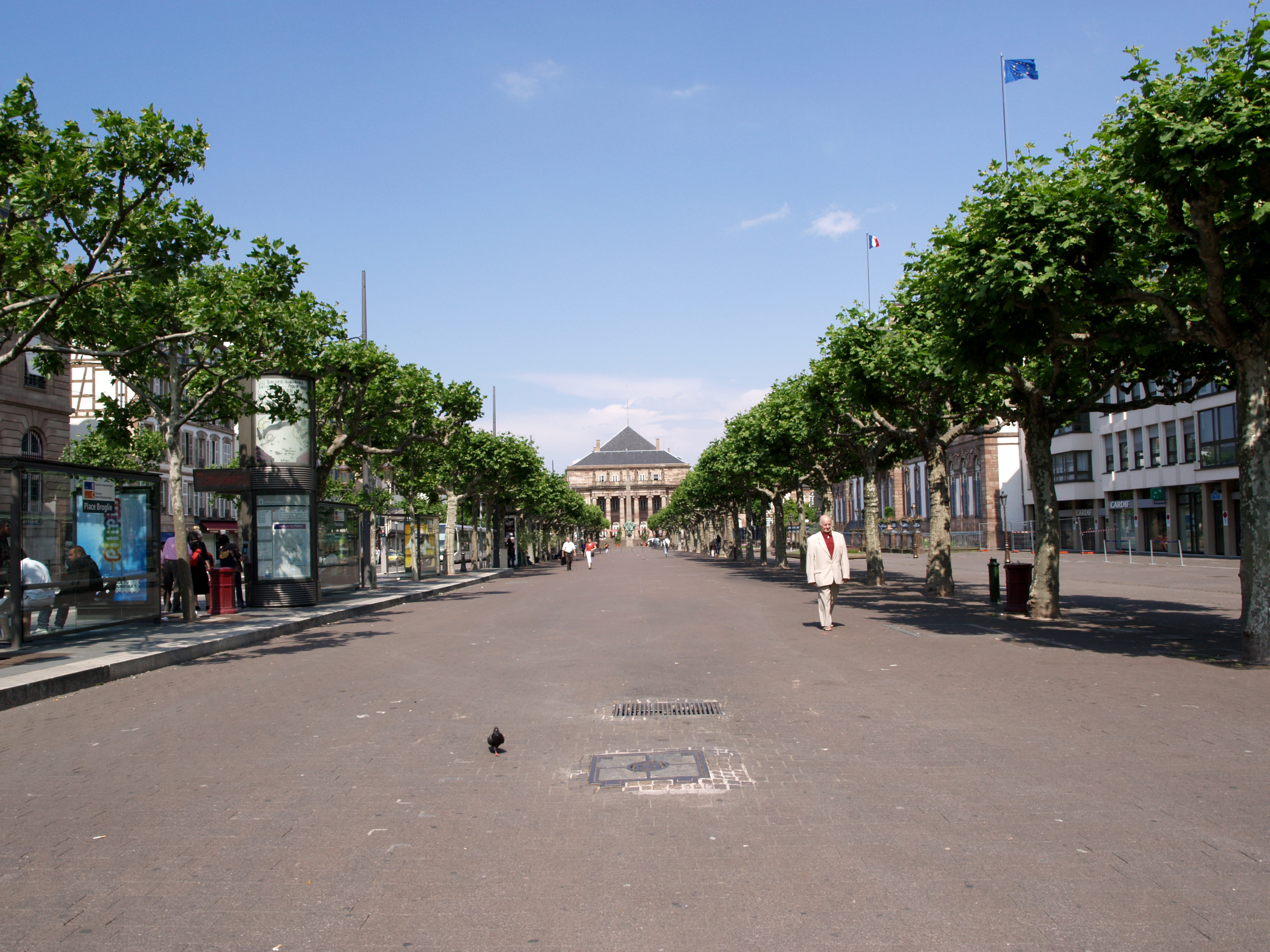
Place Broglie con, sullo sfondo, l'Opera di Strasburgo

Place Broglie (Bröjel in dialetto alsaziano) è una piazza situata nel centro storico di Strasburgo. Il nome "Broglie" viene generalmente pronunciato [bʁœj] "breuil", secondo la tradizionale pronuncia francese di questa denominazione patronimica di origine italiana. Tuttavia, a Strasburgo, il nome del luogo è pronunciato "broglie" dai suoi abitanti.

## Descrizione
L'ex Place du Marché-aux-Chevaux, chiamata Roosmarkt  da Ross, il cavallo in dialetto, è uno dei luoghi principali della città. Situata sulla Grande Île, si trova tra Place Kléber, la piazza centrale della città, e Place de la République a Neustadt. Fu chiamata così in onore del maresciallo François-Marie de Broglie, che la trasformò in una passeggiata fiancheggiata da alberi di tiglio nel 1740 quando era governatore di Strasburgo. La piazza prese la sua forma attuale con la costruzione dell'Opera, tra il 1804 e il 1821, e il riempimento del fossato dei conciatori nel 1832. 
È fiancheggiata da splendidi palazzi del XVIII secolo, tra i quali l'Hôtel de Klinglin, e da tre file di platani, con due fontane di fronte al municipio. Durante il periodo natalizio vi si svolge il Christkindelsmärik, il principale mercatino di Natale di Strasburgo. 
Sulla piazza si affacciano anche diverse statue e monumenti: 
- il monumento al maresciallo Leclerc (statua in bronzo e obelisco in arenaria dei Vosgi, che commemora il giuramento di Koufra e la liberazione di Strasburgo;
- la statua del maresciallo Kellermann;
- il monumento a La Marsigliese di Alfred Marzolff.

## Storia

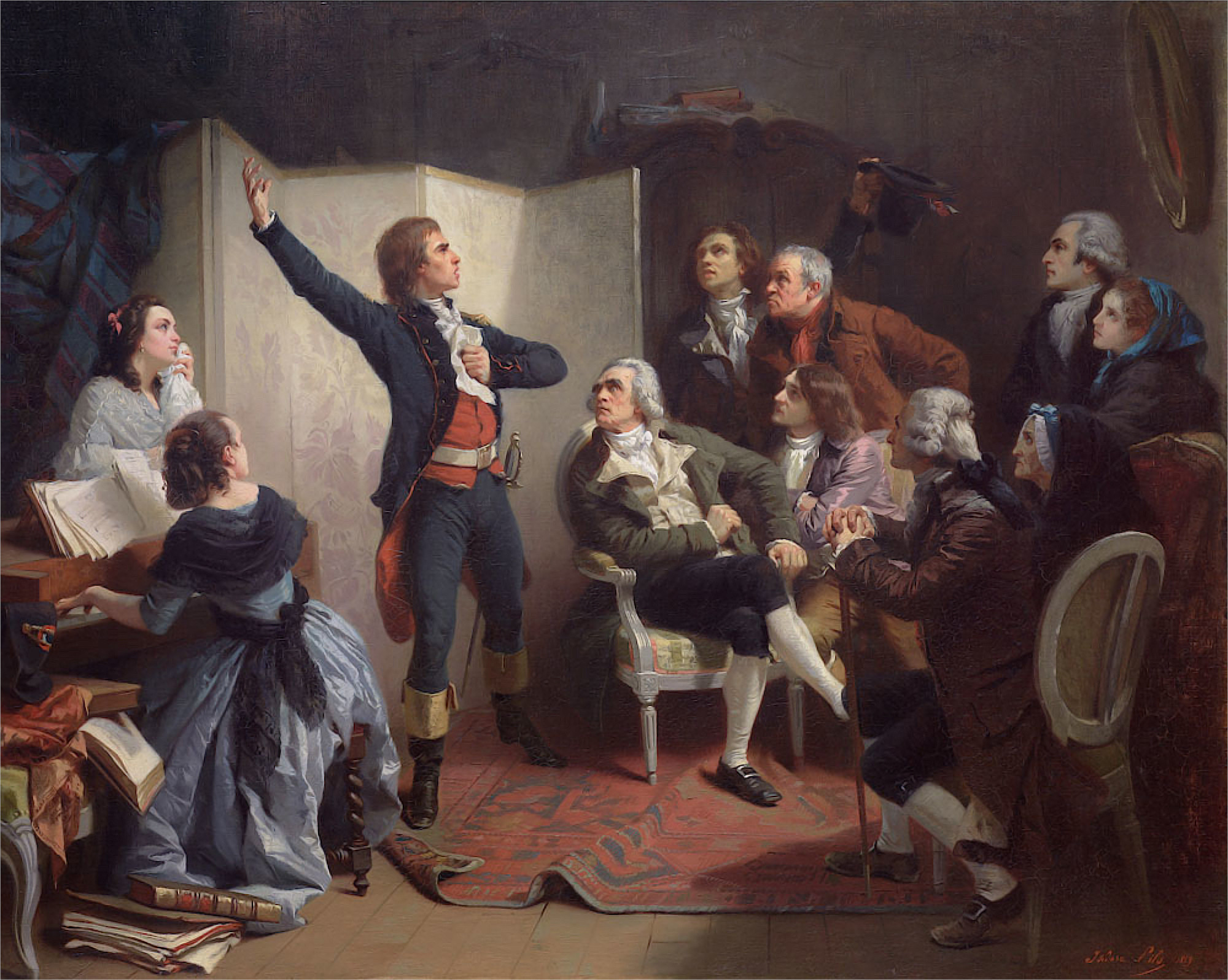
Rouget de l'Isle canta "La Marseillaise", 1849, Isidore Pils, Strasburgo, museo storico.

L'inno nazionale francese, La Marsigliese, venne eseguito per la prima volta, nell'aprile del 1792, in questa piazza. 
In effetti, La Marsigliese scritta da Claude Joseph Rouget de Lisle a Strasburgo nella notte tra il 25 e il 26 aprile 1792 a seguito della dichiarazione di guerra all'imperatore d'Austria, fu presentata il giorno successivo al sindaco di Strasburgo, il barone Philippe-Frédéric de Dietrich (che aveva chiesto a Rouget de Lisle in guarnigione a Strasburgo di scrivere una canzone di guerra), nella sua casa di Place Broglie. Questa scena è stata immortalata e il dipinto è esposto nel Museo delle Belle Arti di Strasburgo. L'inno venne eseguito per la prima volta pubblicamente in Place Broglie, di fronte al municipio di Strasburgo. 
Durante l'annessione dell'Alsazia-Lorena, fu installata sulla piazza la fontana al padre Reno, di fronte al teatro dell'opera. Molto criticata dalla popolazione di Strasburgo, venne smantellata quando la città tornò ad essere francese e donata alla città di Monaco di Baviera in cambio della fontana Meiselocker (che è oggi in piazza Saint-Etienne). 
Un chiosco musicale fu costruito nel 1882 al centro della piazza, ma nel 1900 fu spostato nel parco Contades dove si trova ancora oggi. 
Il 14 luglio 1922, la statua de La Marsigliese di Alfred Marzolff fu inaugurata nei giardini del municipio dal sindaco Jacques Peirotes. Comprende due medaglioni del sindaco Philippe-Frédéric de Dietrich e di Rouget de Lisle. 
Tra il 1940 e il 1945, durante la seconda annessione tedesca, fu chiamata Adolf-Hitler Platz (piazza Adolf Hitler). La statua de La Marsigliese di Alfred Marzolff fu distrutta dai nazisti. 
Dal municipio di Place Broglie, il 7 aprile 1947, il generale de Gaulle pronunciò, davanti a circa cinquantamila persone, il discorso di Strasburgo, uno dei discorsi fondatori della Repubblica, che segnò anche la creazione del Rassemblement du Peuple Français (RPF). 
Il monumento al maresciallo Leclerc, progettato da Georges Saupique, fu inaugurato il 23 novembre 1951, anniversario della liberazione di Strasburgo nel 1944. Si affaccia sul Palazzo del Governatore Militare. 
Il monumento alla Marsigliese, distrutto dai nazisti, fu ricostruito il 7 novembre 1980, nella sua posizione originale dagli scultori della Fondation de l'Oeuvre Notre-Dame su disegni di Alfred Marzolff. I medaglioni del sindaco Philippe-Frédéric de Dietrich e Rouget de Lisle sono collocati sulla facciata della Banque de France.

## Turismo
Ogni anno, durante le celebrazioni natalizie (da fine novembre a fine dicembre), su Place Broglie si svolge il famoso mercatino di Natale di Strasburgo, chiamato Christkindelsmärik o  Marché de l'Enfant-Jésus, che la città organizza dal 1570. Per molto tempo, il Christkindelsmärik rimase ai piedi della cattedrale, sul piazzale del castello. Quindi, nel XIX secolo, assumendo un'importanza sempre più difficile da controllare, fu inizialmente trasferito a Place Kléber, centro della vita sociale ed economica di Strasburgo, e nel 1870 a Place Broglie. 
Oggi numerosi mercatini di Natale, spesso tematici, sono organizzati in tutto il centro della città, ma il Christkindelsmärik di Place Broglie rimane il più importante e il più emblematico.

## Edifici notevoli
- L'Hanau - Municipio di Strasburgo. Fu costruito nel 1730 dall'ultimo membro di casa Hanau-Lichtenberg, in stile Regency, alla francese. Nel 1728, René III di Hanau-Lichtenberg commissionò a Joseph Massol, architetto dell'arcidiocesi, la costruzione, sul sito del palazzo che apparteneva alla sua famiglia dal XVI secolo. La pianta dell'edificio è a ferro di cavallo, con un ingresso monumentale sul lato di rue Brûlée. Come il portale, la facciata della casa principale è decorata con trofei e mascheroni. La facciata posteriore si apre sul lato di Place Broglie alternando baie curve, ad archi segmentali e rettangolari. L'arredamento interno, parzialmente conservato, è arricchito con mobili contemporanei.
- L'Opéra di Strasburgo o Teatro municipale, fu costruita nel 1820, in stile neoclassico ed ha una facciata decorata con un colossale peristilio con colonne ioniche e sormontato da sei muse (non è nuovo come vuole la tradizione). Si chiama Opera del Reno (e dal 1997 Opera Nazionale).
- Il palazzo della Banca di Francia, fu costruito nel 1925 sul sito della casa dove fu cantata per la prima volta la Marsigliese e luogo di nascita di Charles de Foucauld. Presenta sulla facciata i medaglioni del sindaco Philippe-Frédéric de Dietrich e Rouget de Lisle realizzati dallo scultore Alfred Marzolff.
- Hôtel des Deux-Ponts, costruito nel 1754, residenza del governatore militare di Strasburgo.
- Hotel Klinglin - palazzo della prefettura: situato a Place du Petit-Broglie (a nord di Place Broglie). Il pretore reale François-Joseph de Klinglin si appropriò di terreni comunali per costruire, tra il 1731 e il 1736, un sontuoso palazzo, in arenaria rosa, la cui facciata principale si affaccia sul fossato del Falso bastione. Dopo l'incendio, durante la guerra del 1870, l'edificio fu ricostruito sostanzialmente in modo identico. Attribuito all'architetto cittadino Jean-Pierre Pflug, di origine e formazione della Franconia, il suo piano tra cortile e giardino e le sue elevazioni riflettono una miscela di concezioni francesi e tradizioni locali e germaniche. Al piano terra, si possono visitare l'ufficio del prefetto e i salotti (camere Louise-Weiss e Gustave-Doré), mentre al primo piano, la sala da pranzo, il salone centrale e la camera da letto dell'imperatore con i suoi annessi.
- L'Attico dell'abbondanza (Kornspeicher). Tra l'Opera e l'Hôtel du Préfet, si erge una curiosa facciata di mattoni rosa, alta cinque piani, punteggiata da contrafforti e trafitta da piccole baie ogivali. È quanto rimane dell'attico dell'abbondanza, o Kornspeicher, costruito nel 1441. Al piano terra operavano 48 mulini a mano, mentre ai piani superiori erano immagazzinati circa 4.000 sacchi di grano. Oggi l'edificio funge da deposito per gli allestimenti scenici e i costumi del teatro dell'Opera, da sala prova per il coro e i musicisti.
- La statua de La Marsigliese, di Alfred Marzolff, inaugurata nel 1922 nei giardini del Municipio.
- La fontana di Giano. Situata all'estremità nord-orientale di Place Broglie, a sinistra del teatro dell'opera, è stata realizzatata da Tomi Ungerer in occasione della celebrazione dei 2000 anni della città nel 1988.
- Casa Blanckenburg. Situata all'angolo con la rue de la Nuée bleue, fu costruita nel più puro stile Art Nouveau con la sua finestra d'angolo e le sue inferriate oniriche.

## Galleria d'immagini

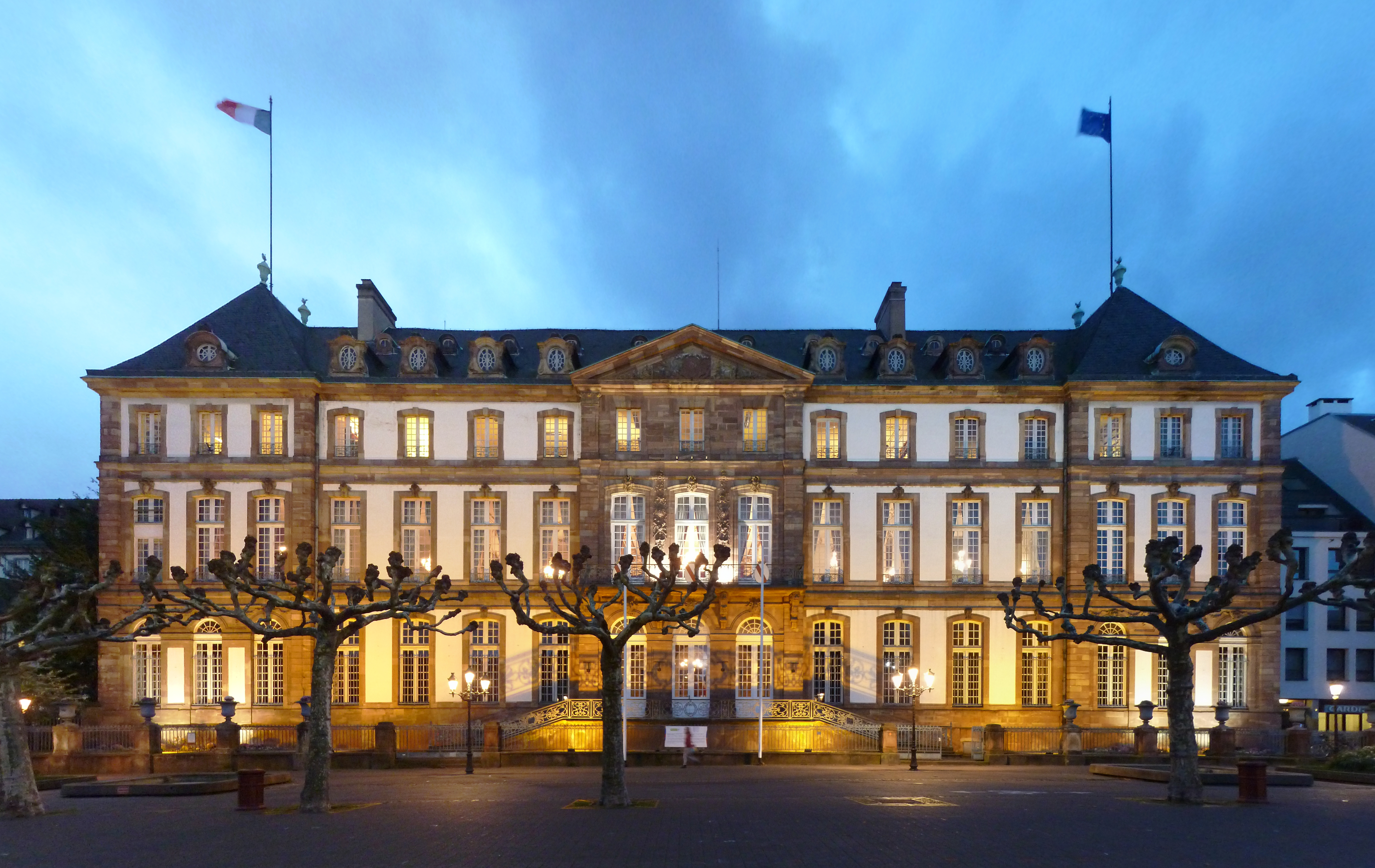
Il municipio di Strasburgo.
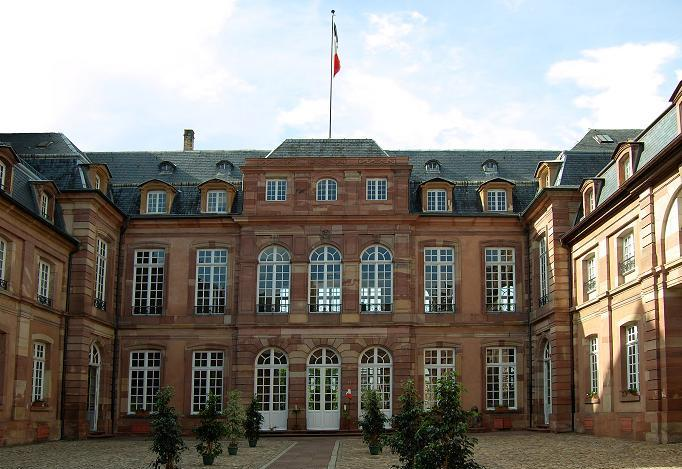
Il palazzo del Governatore militare.
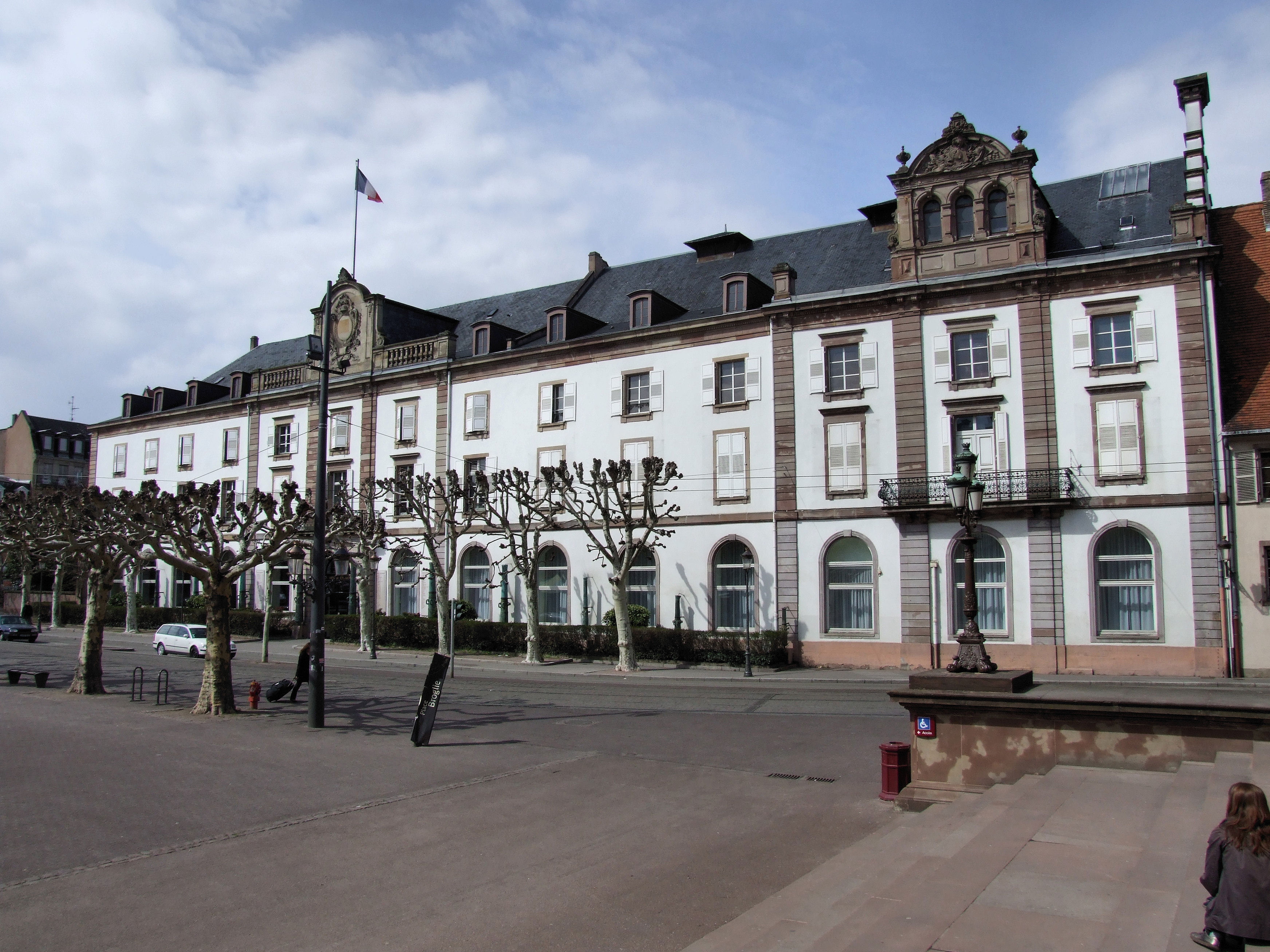
Circolo degli ufficiali.
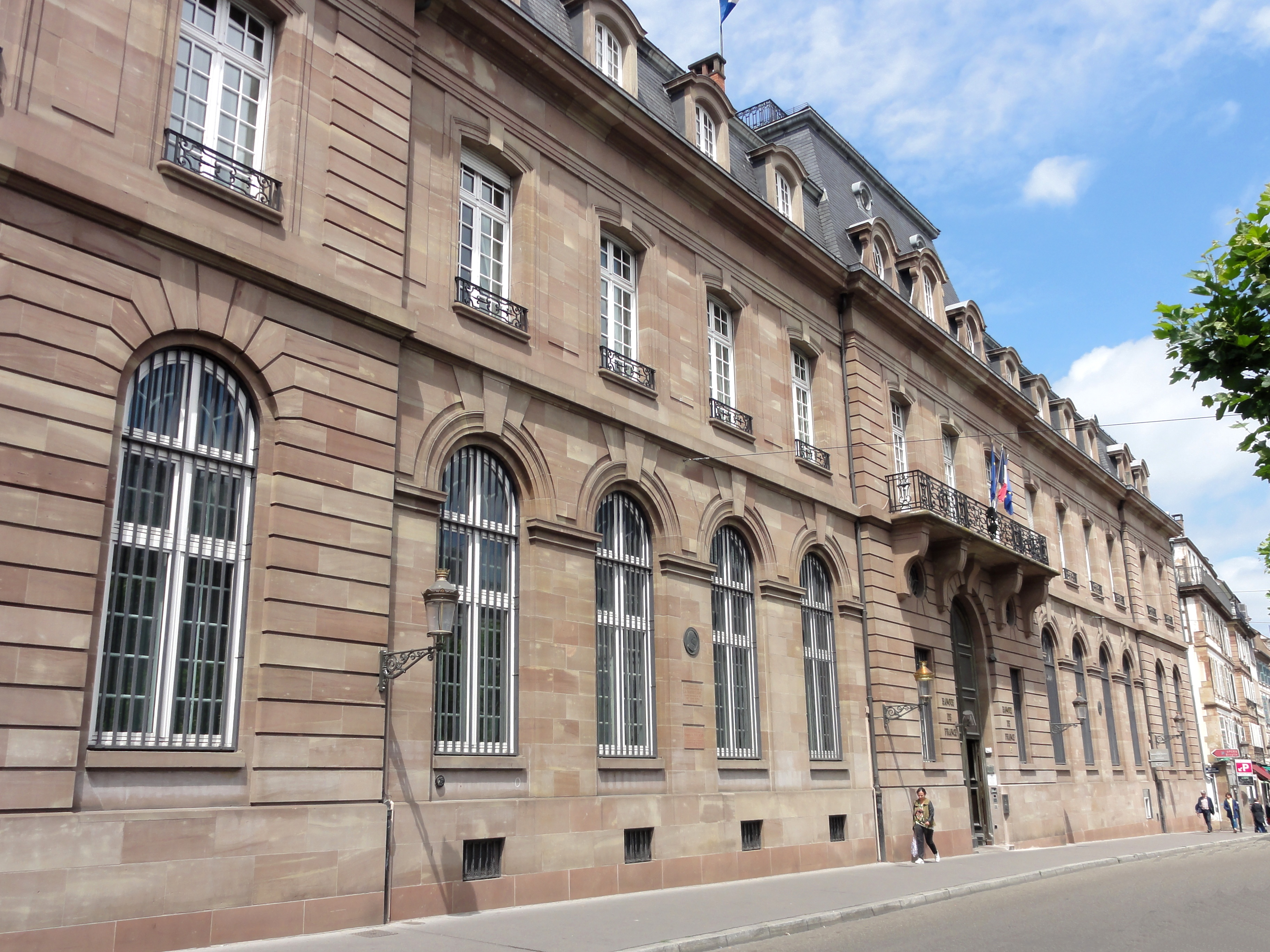
La Banca di Francia.
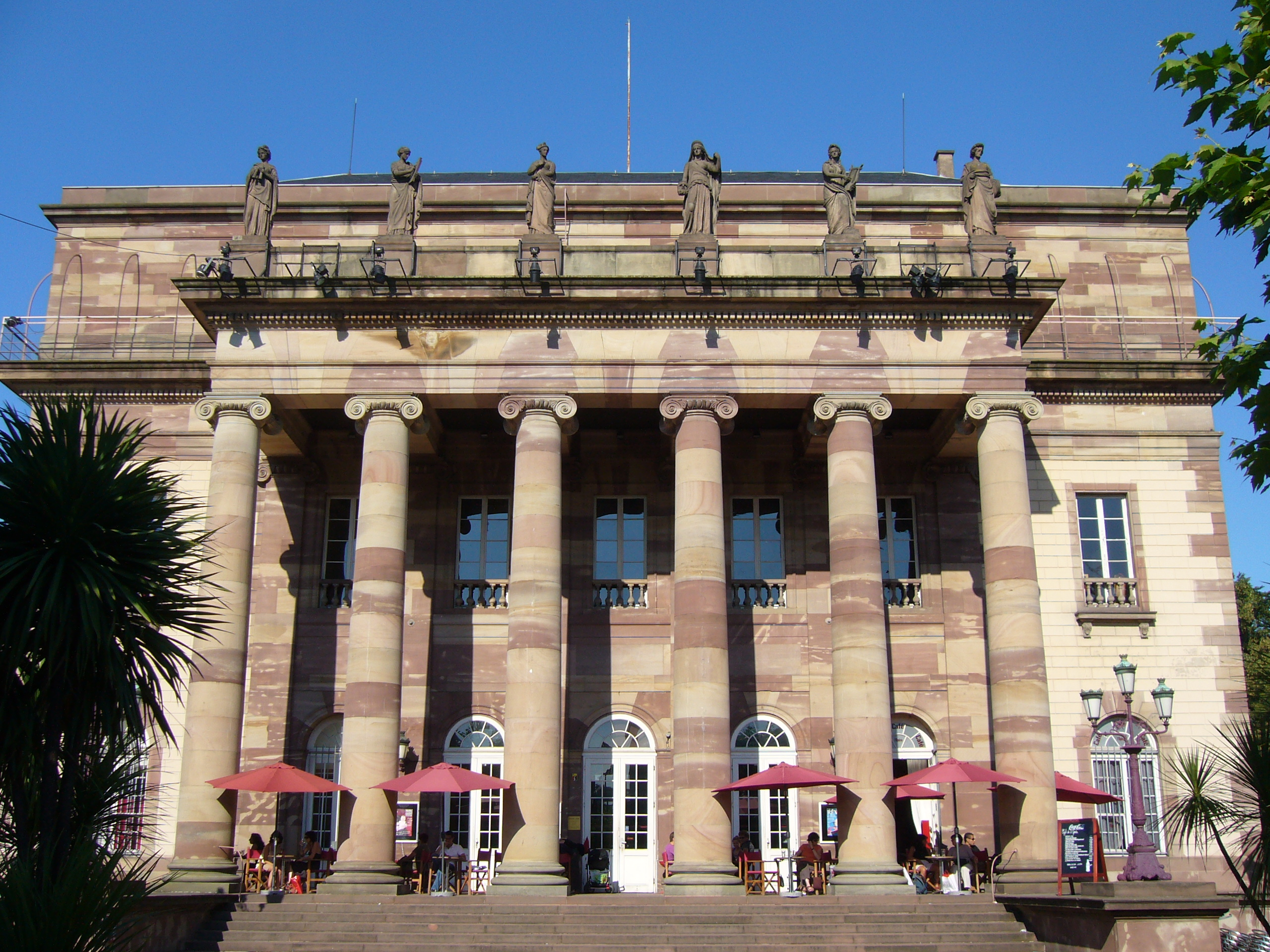
Opéra di Strasburgo
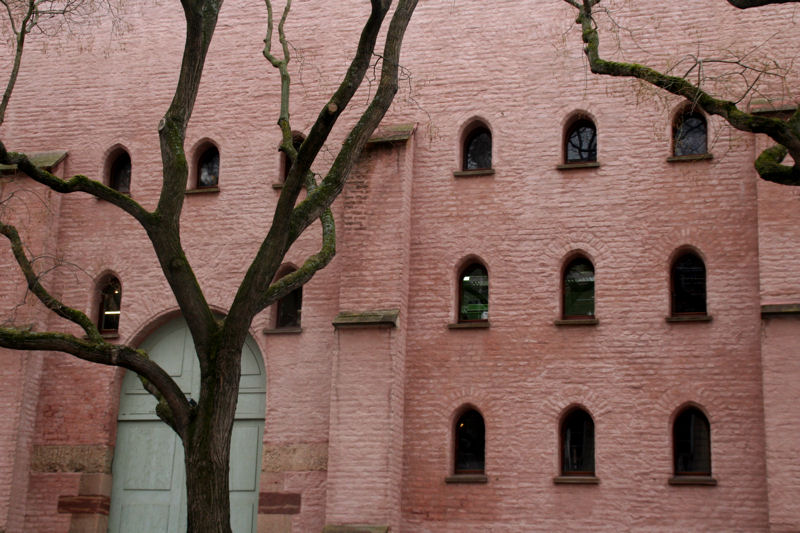
L'attico dell'abbondanza, o Kornspeicher, costruito nel 1441.
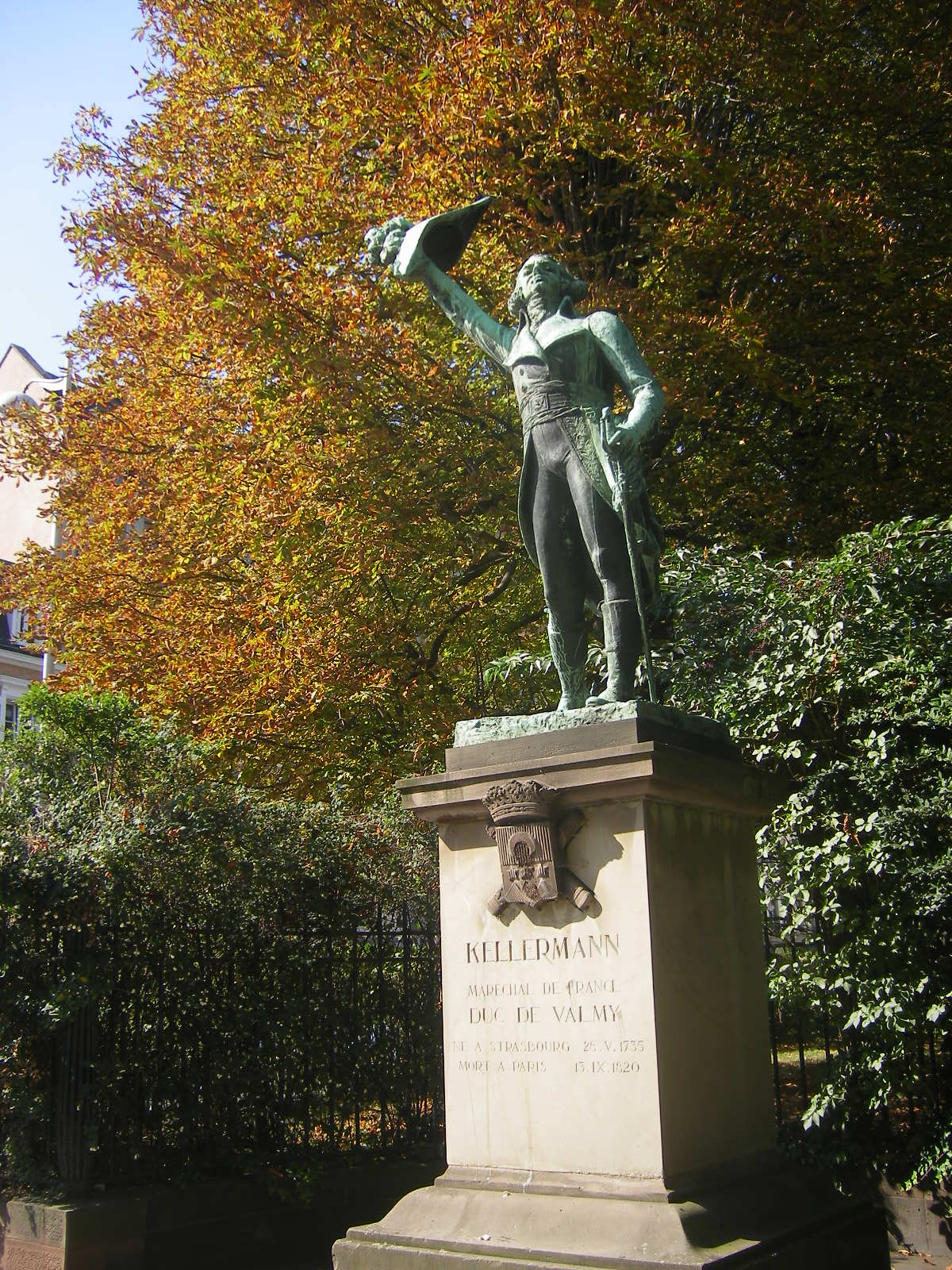
Statua di François Christophe Kellermann.
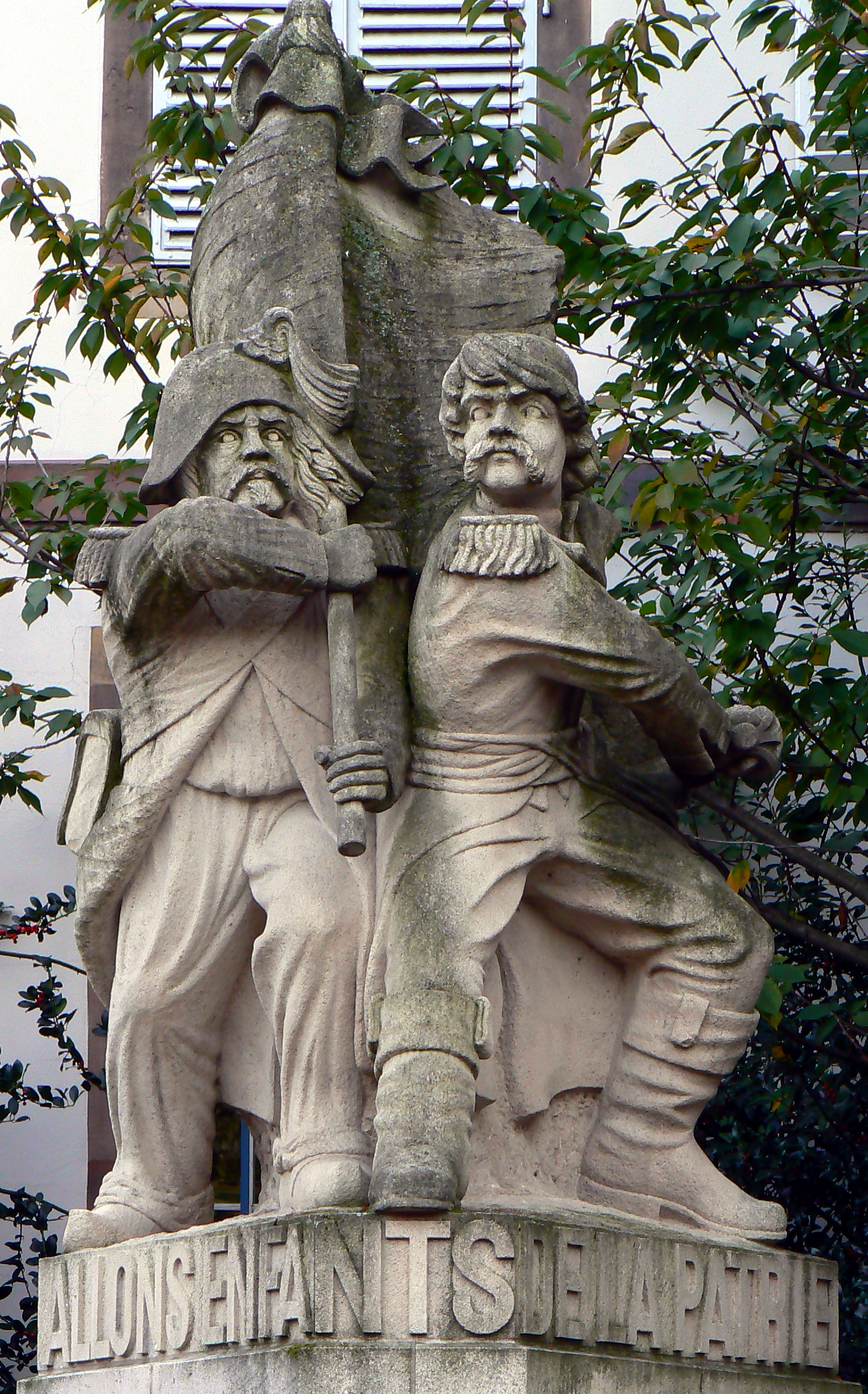
Monumento a La Marsigliese.
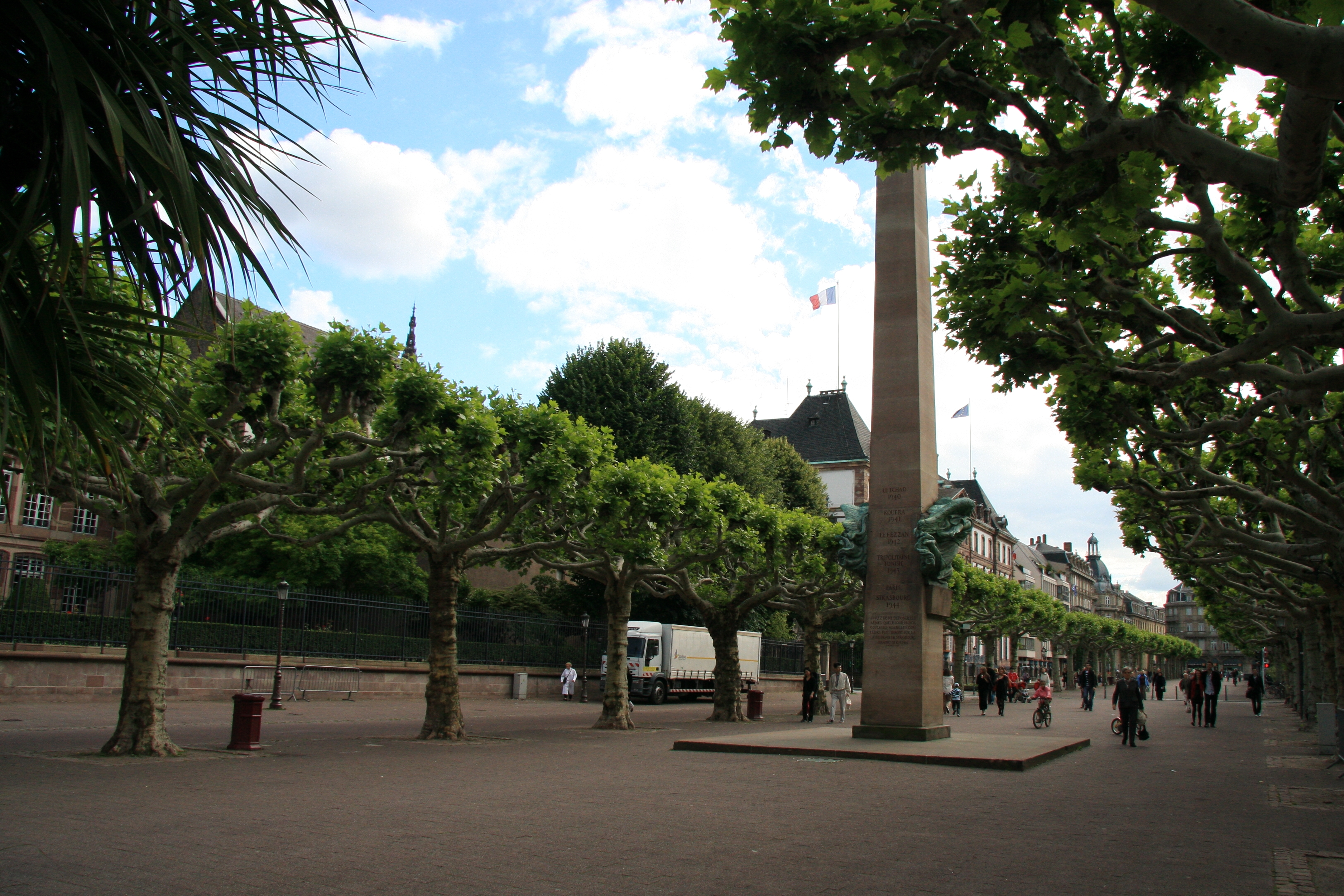
Monumento al maresciallo Leclerc.
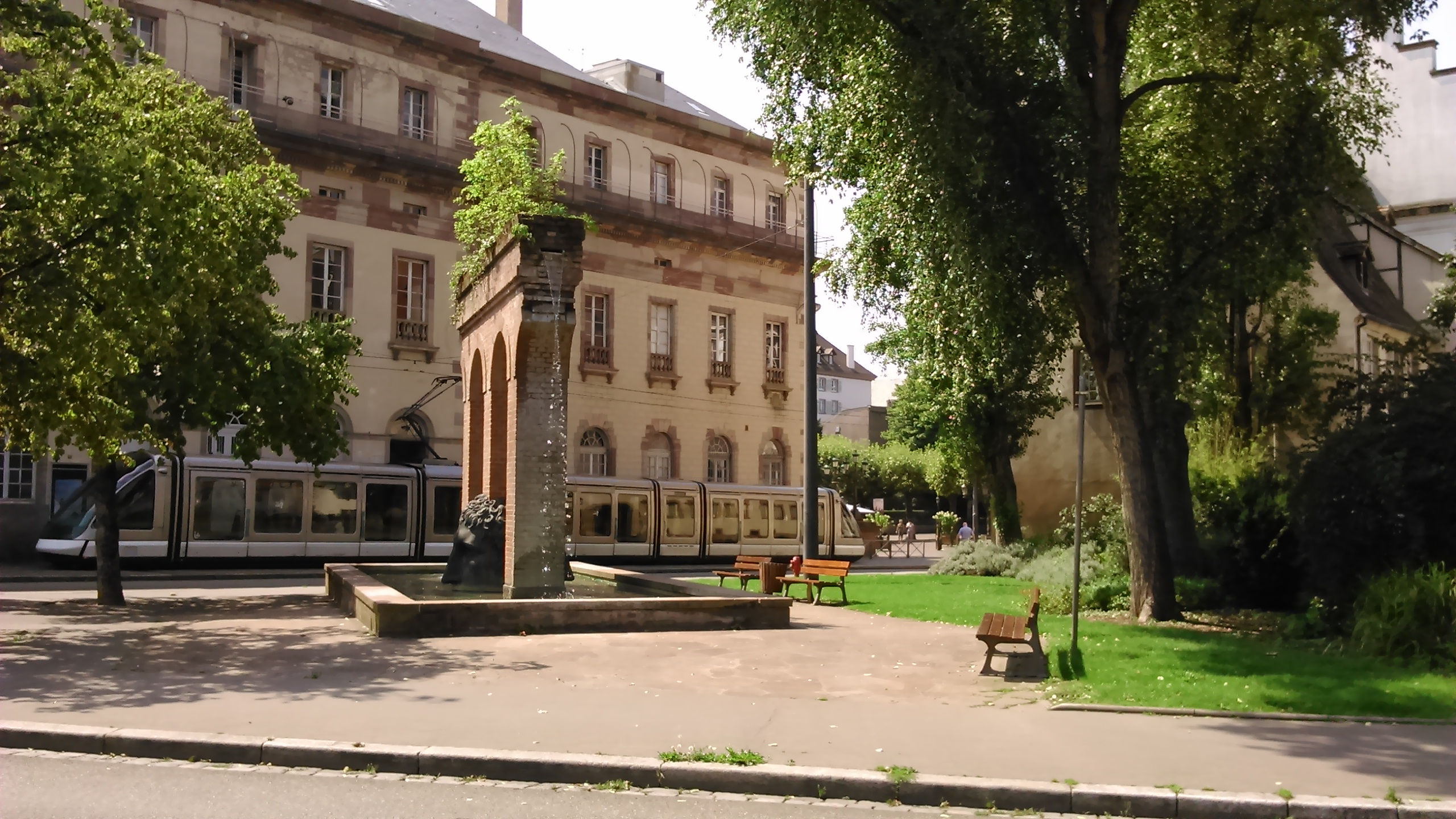
La fontana di Giano.
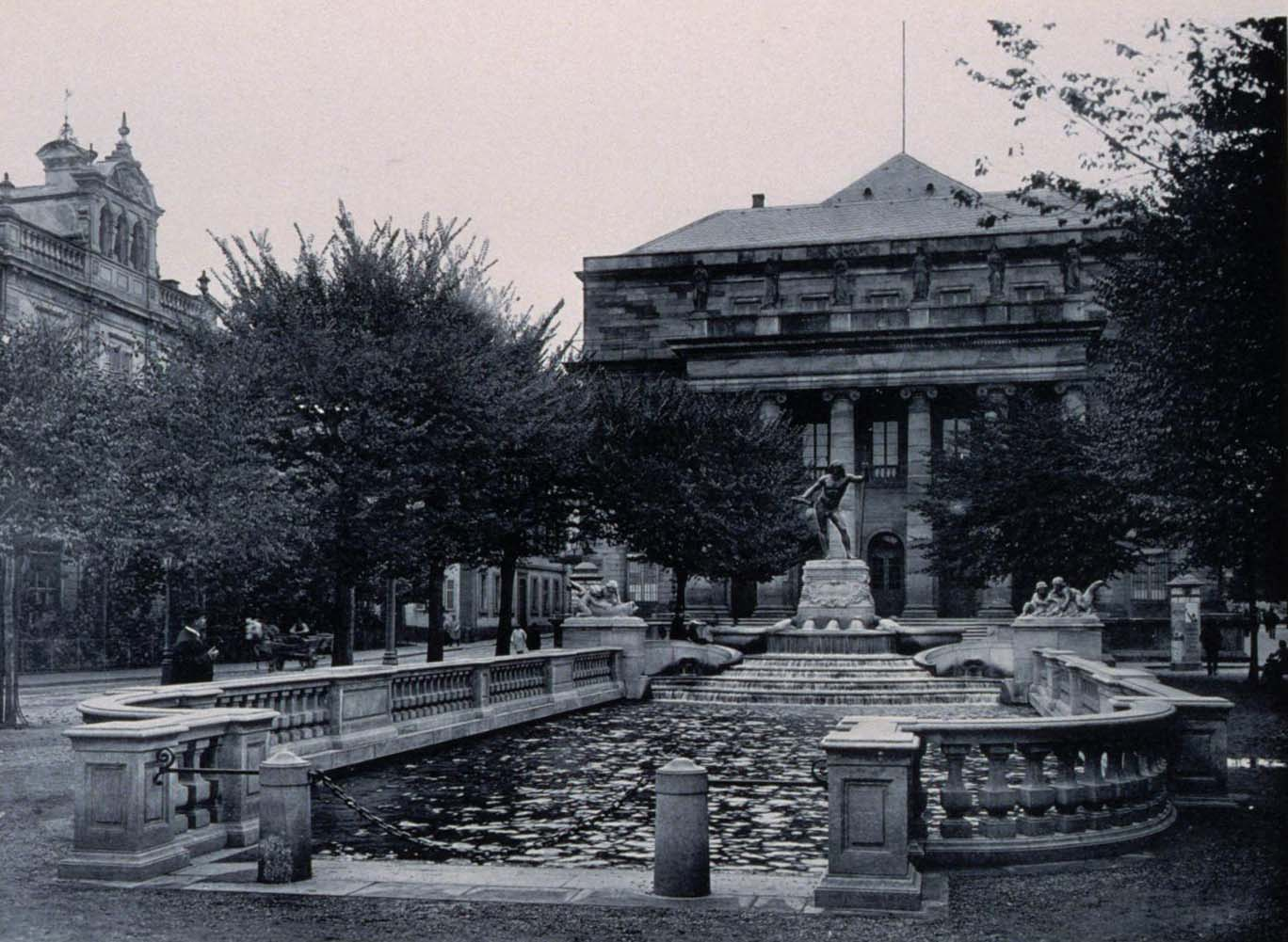
La fontana del padre Reno di fronte al teatro dell'opera, intorno al 1900.
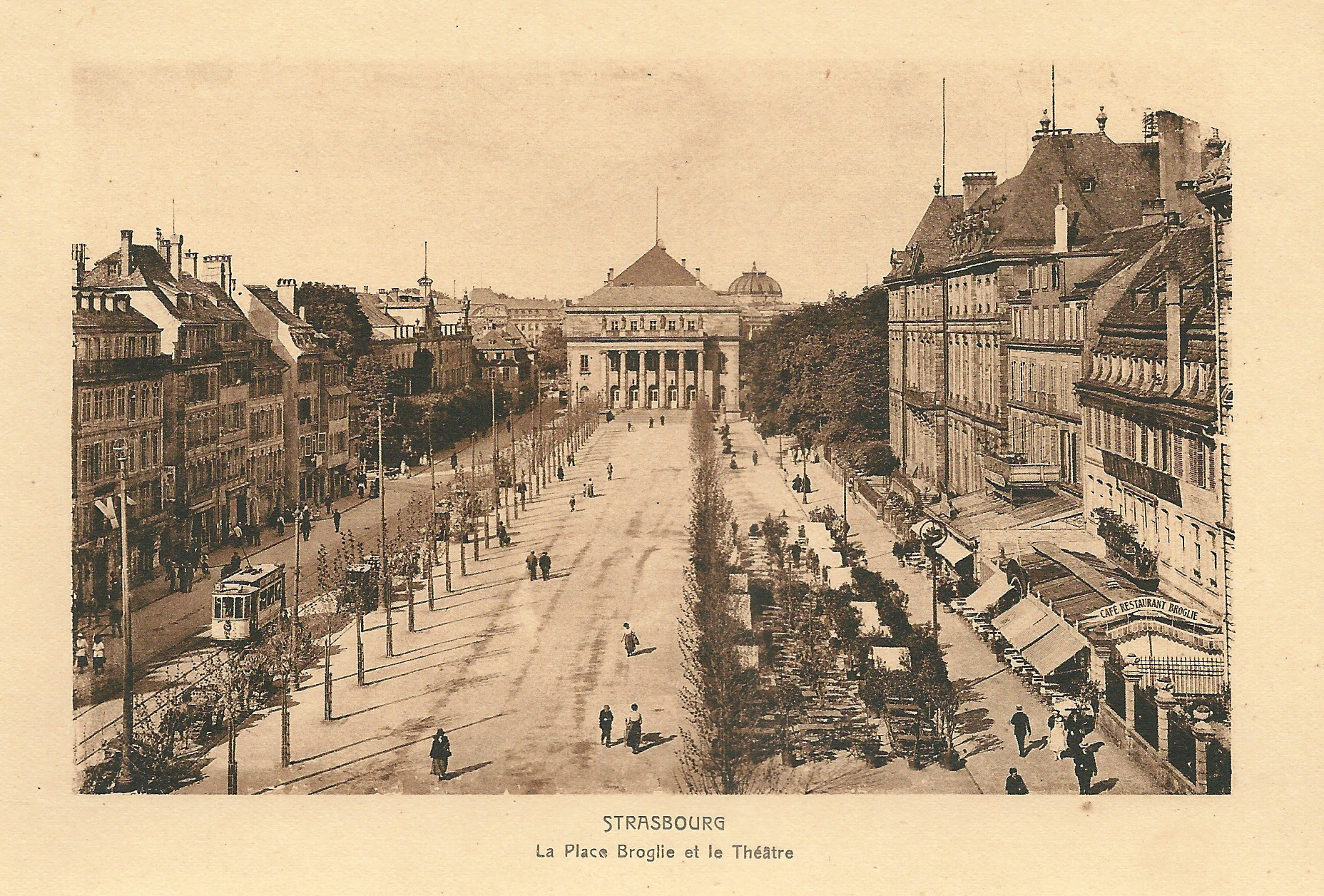
La piazza intorno al 1920.